# Держава прапора
Держа́ва пра́пора — держава, що здійснює нормативний контроль над комерційними морськими судами, офіційно зареєстрованими й ходять під його прапором. Контроль містить у собі інспекційні перевірки судів, їхню сертифікацію, забезпечення безпеки й захисту довкілля при експлуатації судів.
Часто великі компанії як держави прапора вибирають держави з нерозвиненим морським законодавством. Три найбільші держави з відкритими корабельними реєстрами — Багамські острови, Ліберія та Панама. По-англійському ця практика називається  flag of convenience (англ. прапор зручності). Дві держави із «зручними» прапорами — Монголія та Болівія — взагалі не мають виходу до моря.

## Правила вжитку
У Канаді, Міністерство транспорту Канади відповідає за контроль прапора Канади у Законі про судноплавство.
У Гонконзі, Гонконзький морський департамент несе відповідальність за контроль використання прапора згідно з державними законами.
У США берегова охорона, під керівництвом різних федеральних законів, правил і міжнародних конвенцій і договорів, виконує обов'язки морської інспекції та несе відповідальність за огляд суден з американським прапором, щоб забезпечити відповідність до норм використання прапора по всьому світу.
У Вануату, морська адміністрація несе відповідальність за дотримання морських законів і здійснення контролю держави прапора.